# Cantón de Giromagny
El cantón de Giromagny (en francés canton de Giromagny) es una división administrativa francesa situada en el departamento del Territorio de Belfort, de la región de Borgoña-Franco Condado. La cabecera (bureau centralisateur en francés) está en Giromagny.

## Historia
Fue creado en 1790 como cantón del departamento de Alto Rin. En 1871, forma un cantón del Territorio de Belfort. Al aplicar el decreto n.º 2014-155 del 13 de febrero de 2014 sufrió una redistribución comunal con cambios en los límites territoriales.

## Comunas
- Anjoutey
- Auxelles-Bas
- Auxelles-Haut
- Bourg-sous-Châtelet
- Chaux
- Étueffont
- Felon
- Giromagny
- Grosmagny
- Lachapelle-sous-Chaux
- Lachapelle-sous-Rougemont
- Lamadeleine-Val-des-Anges
- Lepuix
- Leval
- Petitefontaine
- Petitmagny
- Riervescemont
- Romagny-sous-Rougemont
- Rougegoutte
- Rougemont-le-Château
- Saint-Germain-le-Châtelet
- Vescemont